# Hilara cineracea
Hilara cineracea är en tvåvingeart som beskrevs av Niesiolowski 1986. Hilara cineracea ingår i släktet Hilara och familjen dansflugor.
Artens utbredningsområde är Polen. Inga underarter finns listade i Catalogue of Life.